# Thomas Wyatt

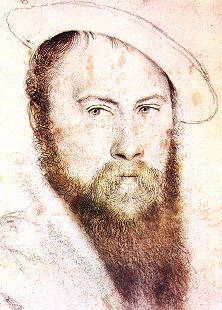
Dibujo de sir Thomas Wyatt, por Hans Holbein el Joven

Thomas Wyatt (1503-6 de octubre de 1542), fue un poeta y diplomático inglés al servicio del rey Enrique VIII, introductor de las formas poéticas italianas en la Inglaterra del Renacimiento.

## Vida
Nació en 1503 en Allington Castle, Kent, Inglaterra. Hijo de Sir Henry Wyatt y Anne Skinner. 
Entró al servicio de Enrique VIII en 1516. Ese mismo año empezó a estudiar en el St. John's College de la Universidad de Cambridge.
En 1521 se casó con Elizabeth Brooke, hija de Lord Cobham y de ascendencia real. Con ella tuvo dos hijos: Thomas Wyatt el Joven y Anne Wyatt. En 1524 el rey Enrique VIII le nombró embajador, y poco después se divorció de su mujer alegando adulterio.
La hermana de Wyatt era una de las amigas más íntimas de Ana Bolena, y más tarde, jefa de las damas de honor. El propio Wyatt se enamoró de Ana Bolena a mediados de los años 1520. Más tarde, su nieto contó que se enamoró de ella en cuanto descubrió a “esta nueva belleza” a su regreso de Francia en el invierno de 1522. Escribió varios poemas amorosos, y fue uno de los muchos pretendientes de Ana; corrieron rumores, incluso, de que habían sido amantes. Más aún, Ana era ambiciosa y había aprendido del ejemplo de su hermana María Bolena, y era discreta y casta cuando se trataba de relacionarse con sus pretendientes masculinos. Involuntariamente, Ana atrajo al rey Enrique VIII alrededor de 1524, y Wyatt fue el último de sus pretendientes, apartados por el rey. Después de una discusión sobre ella durante un juego de bolos, enviaron a Wyatt a una misión diplomática en Italia. 
Acompañó a Sir John Russell a Roma para ayudar en la petición, formulada al papa Clemente VII de divorcio entre el rey y Catalina de Aragón. Wyatt fue capturado por los ejércitos del emperador Carlos V cuando entraron en Roma y aprisionaron al papa en 1527. Wyatt consiguió escapar y regresó a Inglaterra.
En 1535 fue nombrado caballero, y en 1536 estuvo preso en la Torre de Londres por pelear con el duque de Suffolk, y también bajo la sospecha de ser uno de los amantes de Ana Bolena. Fue liberado ese mismo año, gracias a su amistad con Thomas Cromwell, y regresó a sus tareas. Durante su estancia en la Torre presenció la ejecución de Ana Bolena, y escribió un poema inspirado por la experiencia: V. Innocenti Veritas Viat FIDES Circumdederunt me inimici mei
En 1541 le volvieron a acusar de traición y de nuevo fue liberado. Sin embargo, sólo gracias a la intervención de la reina Catalina Howard, y a condición de que se reconciliara con su adúltera esposa. Le garantizaron el perdón real y una vez más le encargaron labores de embajador. Enfermó no mucho tiempo después y murió en 1542 en Sherborne, Dorset, cuando tenía alrededor de treinta y nueve años.

## Obra
Él y Lord Henry Howard, Conde de Surrey, fueron los primeros poetas que usaron la forma del soneto en inglés, esforzándose por traducir al inglés esta forma italiana de catorce versos. Representan la primera etapa de la influencia italiana en la poesía isabelina. 
Tradujo a Petrarca. Compuso notables sonetos. Ninguno de sus poemas se publicó en vida, apareciendo cerca de un centenar en una antología conocida como Tottel’s Miscellany (1557), conociéndose como Songes and Sonettes (1557). 
Su poesía lírica, en ocasiones, llega a ser muy elegante y entristecida. Sus sonetos tienen por tema el amor, representado de forma convencional: un amante respetuoso, lleno de esperanza ciega, alaba a su amada, quien, por su parte, es orgullosa y nada receptiva.
Uno de sus sonetos, Whoso list to hunt, se piensa que está dedicado a Ana Bolena.

## Descendencia
Su hijo, Thomas Wyatt "el joven" (1521-1554) fue un político y líder rebelde inglés, famoso por dirigir la Rebelión de Thomas Wyatt, un movimiento que se manifestaba abiertamente en contra del matrimonio entre la reina inglesa María I y el entonces príncipe español Felipe "el prudente" (futuro Felipe II). 
Aunque esta rebelión pretendía expandirse por todo el país, no llegó a extenderse más allá de los límites del condado de Kent. Sin embargo, fue lo suficientemente importante como para que la reina se obsesionara con la idea de una rebelión que pudiera derrocarla, y provocó, entre otros acontecimientos, el encierro de su hermana Isabel en la Torre de Londres, además de la ejecución del propio Wyatt.